# Lars Larsson
|  | Aquest article tracta sobre el motociclista. Si cerqueu l'atleta, vegeu «Lars Larsson (atleta)». |

Lars Erik Larsson, més conegut com a Lars Larsson   (Estocolm, 5 de juliol de 1941), és un antic pilot professional de motocròs i enduro suec. Establert als Estats Units des de finals de la dècada del 1960, va ser un dels pioners del motocròs en aquell país quan aquest esport s'hi estava introduint, a més d'un dels principals pilots internacionals d'enduro americans. Va guanyar nombroses medalles d'or als ISDT com a membre dels equips nacionals dels Estats Units, Mèxic i la seva Suècia natal. A banda, a finals de la dècada del 1960 va tenir un paper destacat en la creació de la primera xarxa de concessionaris de Husqvarna a tot Amèrica, impulsada per Edison Dye, i va ajudar a llançar la marca d'equipament per a pilots de motocròs del també suec Torsten Hallman, THOR.
Durant la seva carrera professional, Larsson va ser pilot de fàbrica de Husqvarna, Can-Am, Maico i Kawasaki. L'any 2002 fou incorporat a l'AMA Motorcycle Hall of Fame i el 2016 va rebre el premi Edison Dye a la trajectòria.

## Biografia
Nascut a Estocolm, Lars Larsson es va començar a interessar pel motocròs de ben petit, en una època en què els millors pilots del món eren suecs (Sten Lundin, Bill Nilsson, Rolf Tibblin, etc.). Un cop acabada l'etapa escolar va entrar a treballar de mecànic a la Ford, on un company de feina aficionat al motociclisme el va ajudar a debutar en competició. El 1959, Larsson va disputar la seva primera cursa, un enduro, amb una Husqvarna 175. Des d'aleshores va anar progressant i el 1964 ja era pilot professional a temps complet. Va competir als campionats de Suècia i a altres curses importants per tot Europa.
Larsson va guanyar el Campionat de Suècia de motocròs per equips i tot just començava a participar en els Grans Premis del campionat del món quan se li va presentar una oportunitat engrescadora: Edison Dye havia obtingut de Husqvarna l'exclusiva per a importar les seves motos als Estats Units i buscava un pilot suec que tingués prou experiència empresarial per ajudar a establir una xarxa de concessionaris a Amèrica. Husqvarna li va recomanar Larsson i, un cop Dye el contactà, aquest va acceptar l'oferta.
A la tardor de 1967, Lars Larsson va arribar als Estats Units per allò que havia de ser un viatge de negocis d'un any i va acabar esdevenint un trasllat definitiu (mai no va tornar a viure a Suècia i, anys a venir, va arribar a ser conegut com a Amerika-Lasse Larsson). Tres dies després d'aterrar va participar en la seva primera cursa al país, una prova de TT (flat track) del campionat estatal d'Indiana que, tot i córrer amb una Husqvarna de motocròs, va guanyar. Poc després del seu debut, Larsson, que aleshores amb prou feines parlava anglès, va començar a viatjar pels Estats Units tot sol en una furgoneta intentant d'establir la xarxa de vendes de Husqvarna. Durant la setmana viatjava pel país reclutant concessionaris i els caps de setmana competia en tot tipus de proves, des de TT fins a desert scramble i enduros. En aquells moments, Edison Dye estava començant a promocionar les curses de motocròs d'estil europeu als Estats Units amb l'organització de la Inter-AM, un campionat en què els inexperts nord-americans s'enfrontaven als campions europeus. Larsson va competir-hi i va ajudar a popularitzar aquest esport al país.
Expert també en la modalitat de l'enduro, Larsson en va ser un dels millors especialistes dels Estats Units durant la dècada del 1970 i va guanyar la medalla d'or als ISDT de 1971, celebrats a Txecoslovàquia, on formà part de l'equip per al Trofeu dels EUA. Al cap d'uns anys, Larsson esdevingué el representant per a la costa oest d'un altre fabricant de motocicletes, Penton.
A finals de la dècada del 1970, Larsson es va retirar de les competicions a escala professional, tot i que va continuar competint com a amateur i va arribar a guanyar tres campionats del món de motocròs per a veterans, una cursa anual que se celebra a Glen Helen. A data de 2002 vivia a San Diego, on dirigia el seu negoci d'exportació de productes de motocròs nord-americans a Europa.